# Журавльов Олексій Олександрович
Олексій Олександрович Журавльов (нар. 30 червня 1962, Воронеж) — російський ультраправий політик, державний діяч, пропагандист. Депутат Державної думи VI, VII та VIII скликань з 21 грудня 2011 року. Перший заступник голови Комітету Державної Думи з оборони. Голова ультраправої радикальної політичної партії «Родіна», член фракції ЛДПР (2021). Відомий українофобними, гомофобними та радикальними висловлюваннями.
Знаходиться під міжнародними санкціями Євросоюзу, США, Великобританії та інших країн.

## Біографія

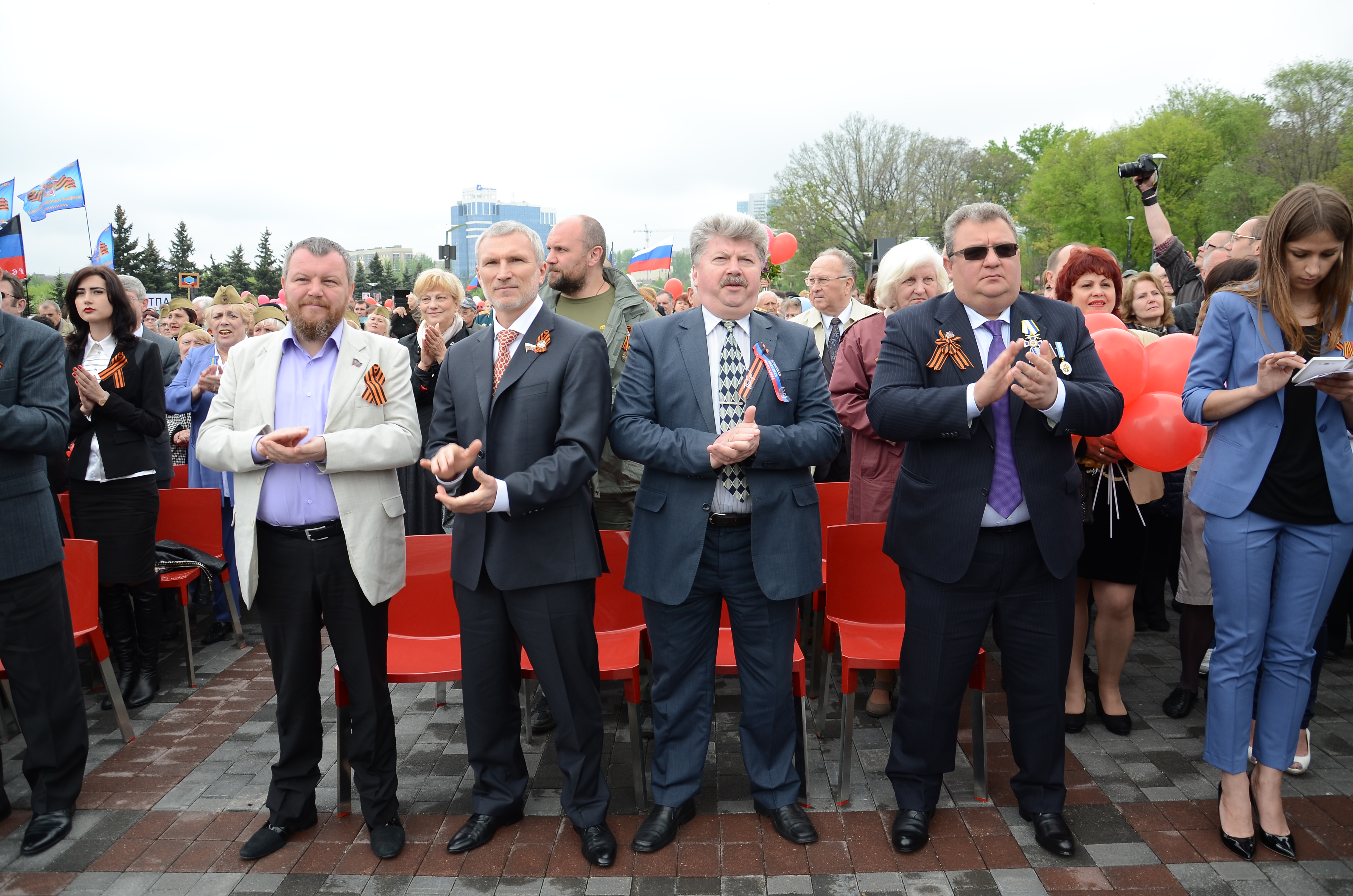
Олексій Журавльов на святкуванні 70-річниці перемоги в німецько-радянській війні. Донецьк, 2015

Народився 30 червня 1962 в місті Воронеж, у родині Олександра Журавльова.

### Освіта
1984 — закінчив Воронезький політехнічний інститут за спеціальністю металофізика.
2004 — закінчив Російську академію державної служби.

### Політична діяльність
В 1984 після закінчення Воронезького політехнічного інституту, за розподілом райкому комсомолу ВЛКСМ, був направлений за фахом майстром в Конструкторське бюро хімавтоматики .
У 1984-1990 роках — майстер, інженер-технолог, секретар комітету ВЛКСМ у Конструкторському бюро хімавтоматики. У 1991 році був другим секретарем Воронезького міськкому ВЛКСМ, завідувачем економічного відділу Воронезького обкому ВЛКСМ.
У 1995-1996 роках — спеціаліст інформаційно-аналітичного відділу Адміністрації міста Воронеж.
У 1996-1999 роках Журавльов був головою міжрегіональної громадської організації «Російська громада».
З 1991 по 2001 роки — заступник голови Загальноросійської суспільно-політичної організації «Конгрес російських громад».
У 2001-2004 роках Журавльов був повноважним представником губернатора Володимира Кулакова у Воронезькій обласній думі, першим заступником керівника апарату-начальником головного управління державної служби уряду Воронезької області.
У 2003—2004 роках — керівник виконкому та передвиборного штабу Воронезького відділення «Єдиної Росії», паралельно курирував роботу штабу блоку «Родіна».
У 2004—2006 роках — заступник керівника апарату фракції партії «Батьківщина» у Держдумі IV скликання, після об'єднання партії «Батьківщина», партії Пенсіонерів та партії Життя у «Справедливу Росію ».
У 2006-2007 роках Журавльов був начальником управління з регіонального партійного будівництва центрального виконавчого апарату партії «Справедлива Росія».
У 2006-2007 роках Журавльов брав участь у підготовці до створення партії «Велика Росія» під керівництвом Дмитра Рогозіна. Після виходу зі «Справедливої Росії», на парламентських виборах 2007 року, був включений до партійного списку кандидатом у депутати партії «Патріоти Росії» від Воронезької області, але партія не змогла подолати встановлений законом 7% виборчий бар'єр.
З 2009 року по 2011 рік був радником губернатора Воронезької області Олексія Гордєєва.
У вересні 2011 року Журавльов був обраний головою Загальноросійської громадської організації «Родіна-Конгрес російських громад».
У 2011 році, за результатами праймеріз від Загальноросійського народного фронту за партійними списками ВПП «Єдиної Росії» від Воронезької області, був обраний депутатом Державної думи VI скликання . У Держдумі увійшов до складу комітету з питань оборони.
29 вересня 2012 року, на установчому з'їзді оргкомітету партії «Родіна » Журавльов був обраний її головою, при цьому зберігши[відсутнє в джерелі] своє членство у фракції «Єдиної Росії» в Державній думі  . Партія була відновлена на базі Загальноросійської суспільно-політичної організації «Родіна-Конгрес російських громад», на базі якої також було створено "Добровольчий рух особливого призначення" (ДОН) головою і секретарем Президії яких є Олексій Журавльов.
У жовтні 2012 року на спільній пресконференції на правах голови партії «Батьківщина» Журавльов, з ініціативи голови Російської партії пенсіонерів за справедливість Ігоря Зотова разом оголосили про вихід із партії «Справедлива Росія», публічно розірвавши раніше підписаний договір. При цьому юридично обидві партії не мають жодного відношення до партій засновників, які припинили своє існування у 2006 році та на їхньому місці у 2012 році юридично були утворені нові партії, використовуючи їхню символіку та статут. Так партія Батьківщина на момент розриву відносин не була навіть зареєстрована Мін'юстом, отримавши реєстрацію лише 21 грудня 2012 року.
У 2016 році Олексія Журавльова було обрано депутатом Держдуми VII скликання від 89-го одномандатного Аннінського виборчого округу (Воронезька область). Депутат не увійшов до жодної з фракцій у Думі. Є членом комітету Держдуми з міжнародних справ.
2021 року Олексія Журавльова було обрано депутатом Держдуми VIII скликання від Тамбовського одномандатного виборчого округу № 177. 11 жовтня 2021 року увійшов до фракції ЛДПР  . З жовтня 2021 року, перший заступник голови комітету Державної Думи з оборони, член комісії Державної Думи з розгляду видатків федерального бюджету, спрямованих на забезпечення національної оборони, національної безпеки та правоохоронної діяльності.
Військове звання — капітан.

## Депутатська діяльність
У вересні 2013 року Журавльов вніс на розгляд Держдуми законопроєкт про позбавлення батьківських прав гомосексуалів. Доповідач ПАРЄ з прав ЛГБТ Х. Хаугли  розцінив цю ініціативу як прояв гомофобної пропаганди, що суперечить міжнародним зобов'язанням Росії.
Наприкінці вересня 2013 року депутат запропонував позбавляти дітей мігрантів, які не можуть довести, що сплачують податки, права на безплатну дошкільну та середню освіту. У Громадській палаті РФ законопроєкт назвали «що істотно обмежує права цілої низки іноземних громадян та їхніх дітей». Крім того, законопроєкт суперечить міжнародним зобов'язанням Російської Федерації: Конвенція ЮНЕСКО про боротьбу з дискримінацією в галузі освіти 1960 передбачає, що держави зобов'язуються надавати іноземним громадянам, які проживають на їх території, такий же доступ до освіти, що і своїм громадянам.
3 грудня 2013 року відбувся конфлікт з іншим депутатом-єдиноросом Адамом Делімхановим у будівлі Державної думи. Внаслідок нападу втратив 2 зуби та опинився в лікарні якийсь знайомий Журавльова.
22 червня 2015 року депутат Журавльов запропонував маркувати товари компаній, які співпрацювали з фашистськими режимами Німеччини та Італії . Сам депутат демонстративно заявив про відмову користуватися власним автомобілем марки Mercedes, пересівши на службову машину, марка якої не уточнюється.
У 2020 році вніс до Держдуми проєкт закону, що анулює постанову З'їзду народних депутатів СРСР 1989, що засудила пакт Молотова — Ріббентропа (був підписаний в серпні 1939 перед нападом Гітлера на Польщу і початком Другої світової війни).
У 2020 році Журавльов звернувся до Генеральної прокуратури з вимогою провести перевірку мережі ресторанів японської кухні «Тануки», оскільки депутат вбачав у використанні ЛГБТ-символіки можливість «завдати шкоди здоров'ю та розвитку неповнолітніх».
Постійний учасник суспільно-політичних телепрограм на російських державних каналах («60 хвилин», «Час покаже»).

## Критика
Під час програми «60 хвилин» Журавльов стверджував, що в Данії є бордель для зоофілів, де можна зґвалтувати черепах.
Під час вторгнення Росії в Україну в ефірі програми «60 хвилин» закликав фізично знищити два мільйони громадян України  і пригрозив убити воєнного кореспондента німецького Bild в Україні Бйорна Штритцеля  (у партії ЛДПР у спеціальній заяві назвали останню «приватною думкою, яка не збігається з позицією керівництва» та «не нашим методом» обіцянку депутата Олексія Журавльова вбити журналіста німецького видання Bild. 
Також там наголосили, що політик «сам виявив бажання приєднатися до фракції виходячи з близькості патріотичних позицій, але у повноцінну діяльність так і не влився», і «всі його дії та заяви обговорюватимуться на найближчих зборах у вересні».

## Санкції
23 лютого 2022 року, на тлі вторгнення Росії в Україну, включений до списку санкцій Євросоюзу, оскільки «підтримував і проводив дії та політику, які підривають територіальну цілісність, суверенітет та незалежність України, які ще більше дестабілізують Україну»  .
Пізніше, за аналогічними підставами, включений до списків санкцій США, Великобританії, Канади, Швейцарії, Австралії, України та Нової Зеландії   .

## Родина
Розлучений. Має сина Валентина та доньку  .